# 联合巴迪熊

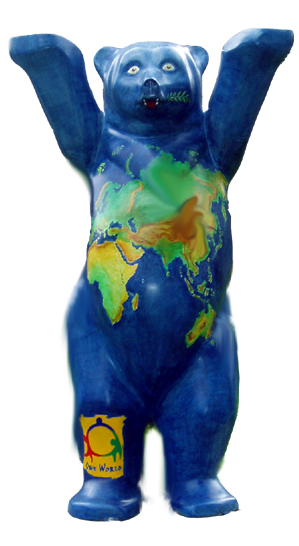
柏林 熊
One World One Dream

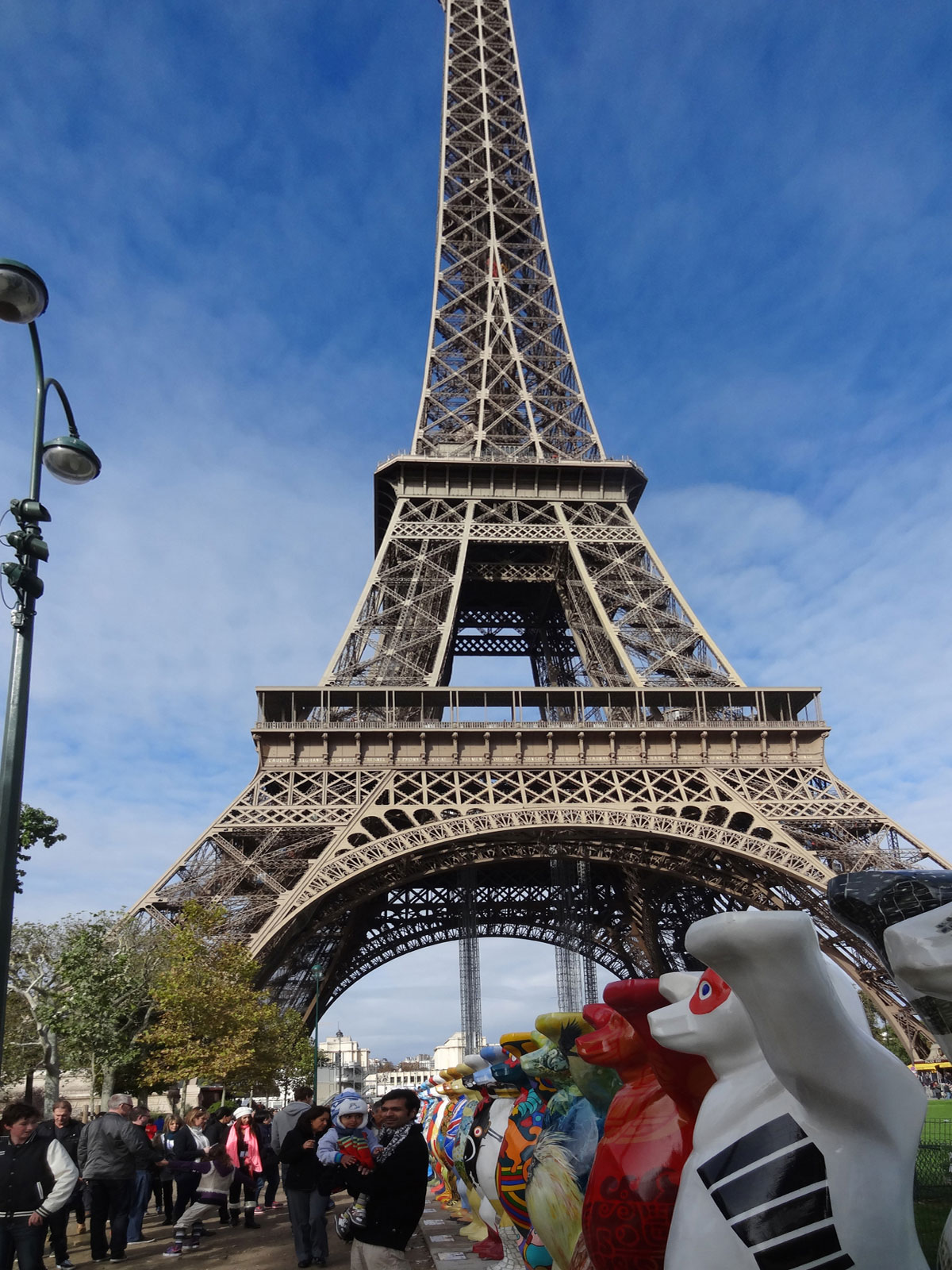
联合巴迪熊, 2012: 巴黎

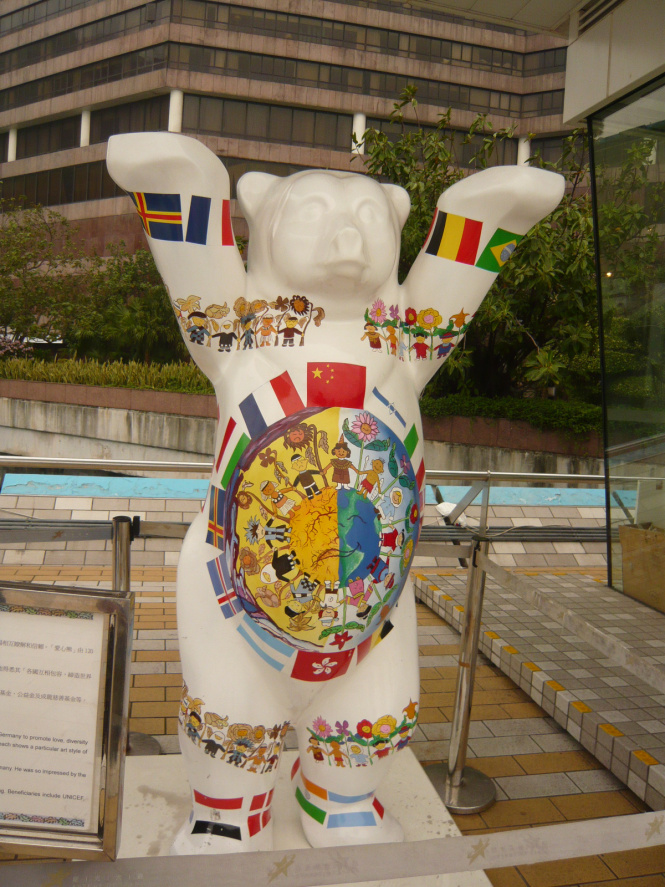
星光大道 (香港)

巴迪熊（英語：Buddy Bears），是一个由个人绘制的、两米高的熊雕塑品。2001年和2002年间，在德國柏林的大街小巷和广场上，伫立着大约350只熊雕像。而这其中很多已经被拍卖，所得善款全部捐赠给了儿童救助机构。
2002年，联合巴迪熊组织诞生（英語：United Buddy Bears）：宽容艺术（The Art of Tolerance）。

## 联合巴迪熊的全球巡演
联合巴迪熊是一个由来自150多个国家的艺术家所创建的国际艺术品。这些经过艺术加工的熊雕像，每个都是两米高，是宣传和平、友谊、互助的使者。

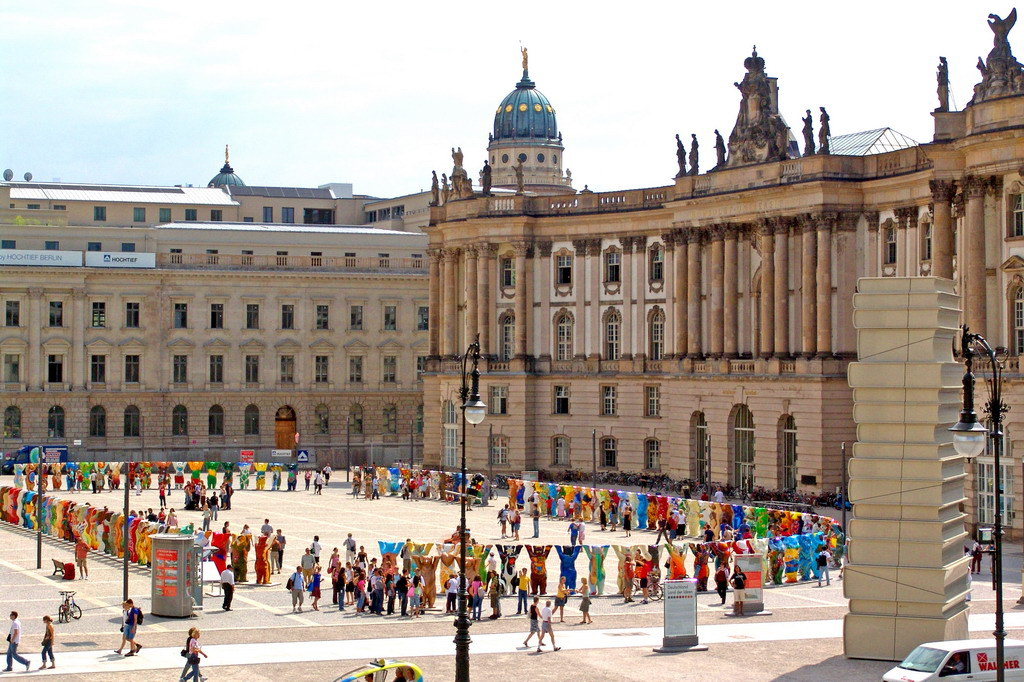
联合巴迪熊, 2006: 柏林

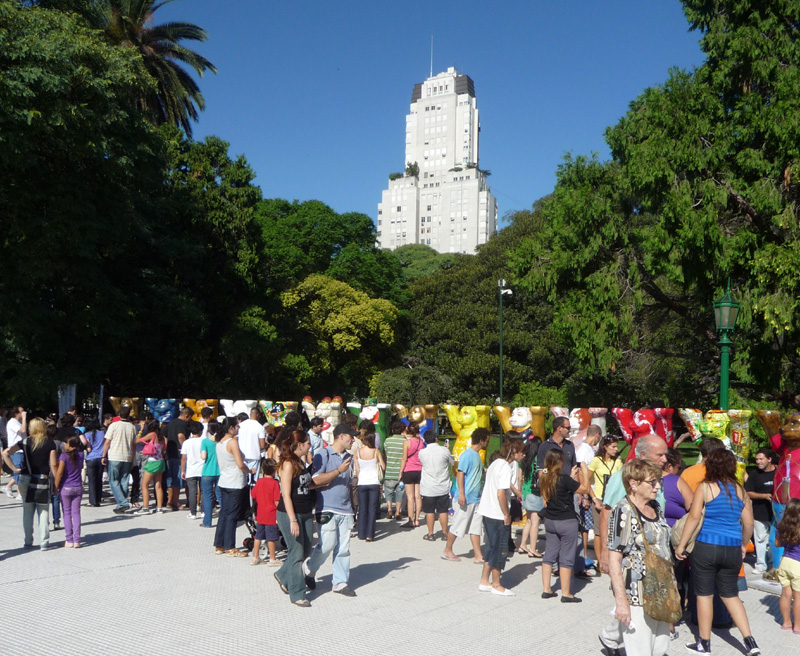
联合巴迪熊, 2009: 布宜諾斯艾利斯

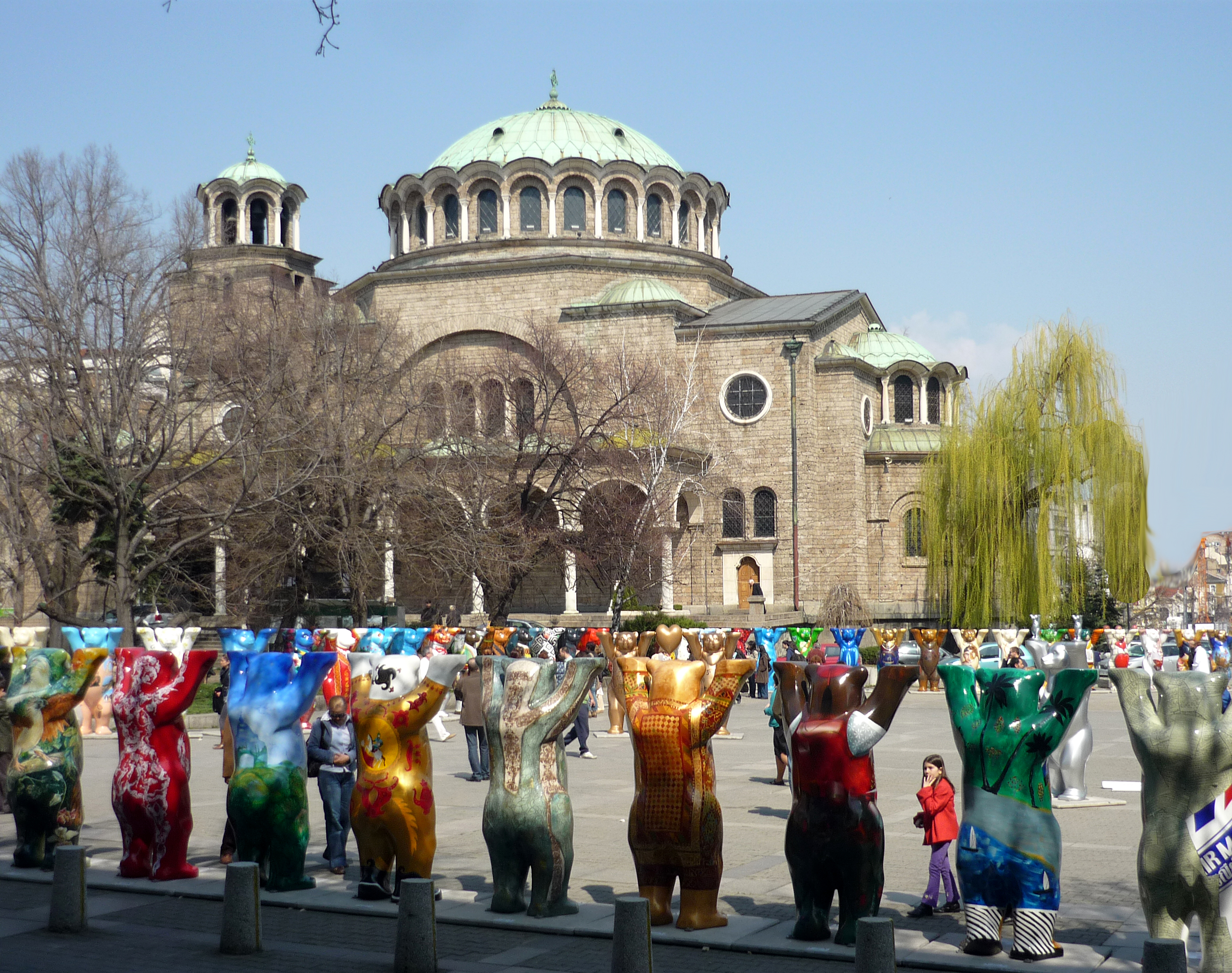
联合巴迪熊, 2011: 索菲亞

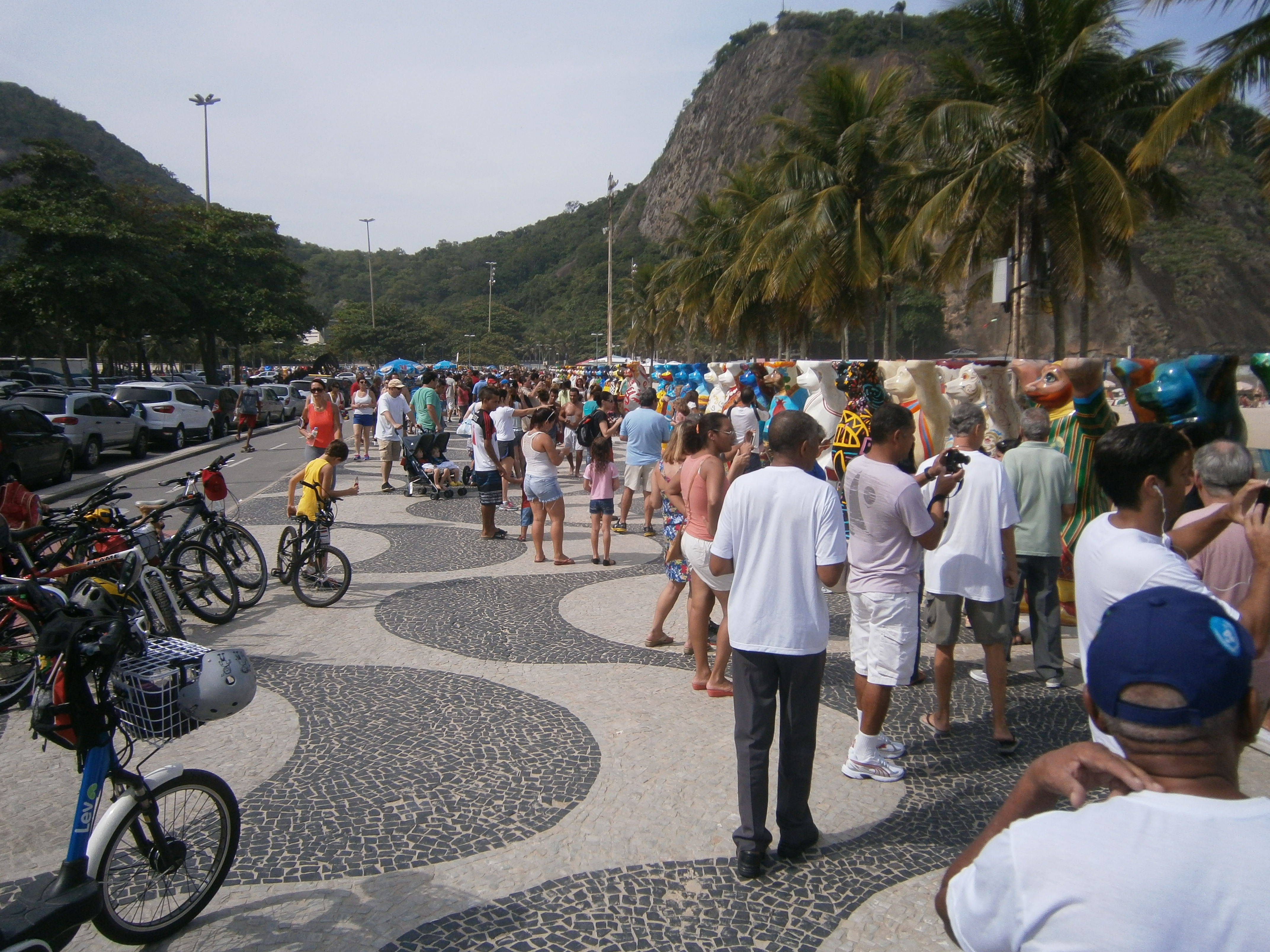
联合巴迪熊, 2014: 里約熱內盧州

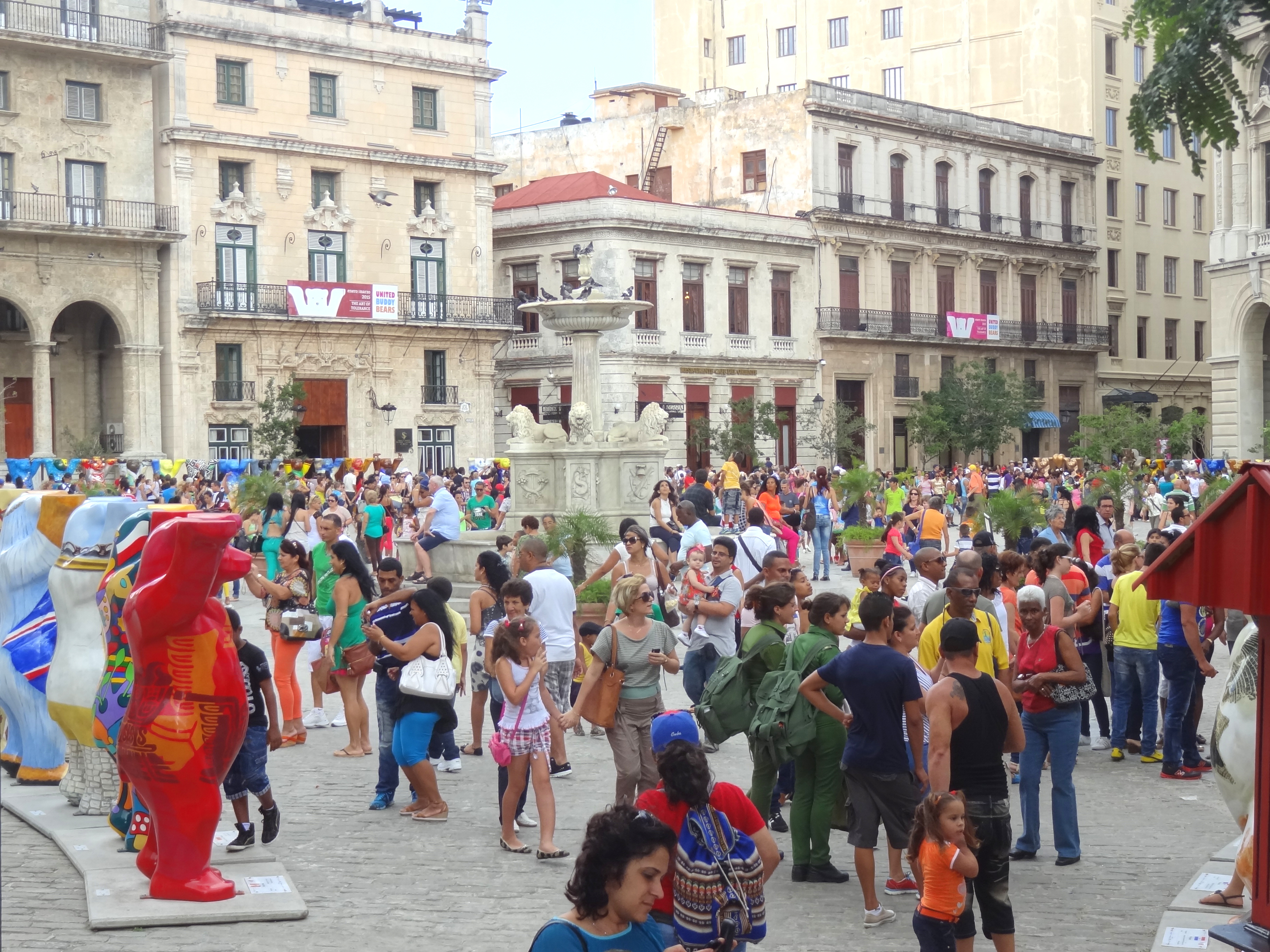
联合巴迪熊, 2015: 哈瓦那

联合巴迪熊的宗旨是增进不同民族、文化和地区之间的相互理解和宽容。每只联合巴迪熊都代表一个联合国承认的国家，并由每个国家的一名艺术家为自己的国家进行设计制作。在相互间愉快的合作过程中，不同的艺术风格融会在一起，产生了这个整体的艺术作品。
参加创作的艺术家由各国的大使或文化部选派，之后来到柏林，在“大空间工作室”为自己的国家创作绘制他们的熊造型。通过观摩这些不同国家特有的巴迪熊造型，来参观展览的人员仿佛经历了一次环球之旅。
该项目于2002年夏天在柏林的巴黎广场首先展现在世人面前，参加剪彩仪式的是柏林市长克勞斯·沃維雷特。参观首次展览的名人包括时任德国联邦总统約翰內斯·勞，以及联合国教科文组织的国际大使皮特·乌斯蒂诺夫爵士。
此后，巴迪联合熊在五大洲展出，参观者超过 4500 万：
- 2002/2003: 柏林
- 2004: 香港、伊斯坦布尔
- 2005: 东京、首尔
- 2006: 悉尼、柏林、维也纳
- 2007: 开罗、耶路撒冷
- 2008: 华沙、斯图加特、平壤[1]
- 2009: 布宜諾斯艾利斯[2]、蒙特維多
- 2010: 柏林、阿斯塔納、赫尔辛基[3]
- 2011: 索菲亞、柏林、吉隆坡[4]
- 2012: 新德里[5]、圣彼得堡[6]、巴黎[7]
- 2013: 葉卡捷琳堡
- 2014: 里約熱內盧州[8][9]
- 2015: 哈瓦那[10]、圣地亚哥-德智利
- 2016: 槟城[11]
- 2017/2018: 柏林[12]
- 2018: 里加
- 2019: 瓜地馬拉市
- 2020/2023: 柏林動物園、腓特烈斯费尔德
- 2024: 卢布尔雅那[13]

通常，展览均由联合国教科文组织大使（皮特·乌斯蒂诺夫爵士、成龙、Christiane Hörbiger、 Ken Done、米亚·法罗) 以及当地的市长剪彩开幕。
“我们必须增进相互了解，这样才能更好地相互理解，相互信任，共同生存”项目的发起人 — Eva 和 Klaus Herlitz 希望能够激起人们对和平共处的信念。因此，150多个巴迪熊全部是象征性手拉手地站在一起的。
参观展览是完全免费的，这样一来，学生们上午便可以来参观。2007年10月，联合国秘书长潘基文称赞联合巴迪熊展览“显示了来自不同国家艺术家们的高超创造力，并向全世界传达了和谐与和平的福祉。”

## 救助儿童 (慈善机构)
巴迪熊 "计划以及对需要帮助和处于困境中的儿童的支持已成为该计划不可分割的一部分。捐赠和拍卖活动已经为教科文组织和当地儿童组织筹集了 250 多万美元（截至 2024 年 7 月）。
成龙曾于2003年因拍摄电影“环游地球80天”在柏林逗留了几周，与此同时，他便开始着迷于柏林的巴迪熊。他促成了联合巴迪熊于2004年在香港维多利亚公园的展出。在展览开幕时，成龙向联合国教科文组织和其它两个儿童机构转交了价值四百一十四万港币的支票。
在联合国教科文组织的委托下，Ustinov 于 2002 年来到柏林参加首届联合巴迪熊展览。经过他的努力，来自伊拉克的代表也参与到了150个国家的制作活动。2003年，他作为支持者为柏林的第二届联合巴迪熊展览剪彩。

## 历届展览的政治背景
- 东京 2005

在东京举办的这届展览由德国总统 霍斯特·克勒 以及时任日本首相小泉纯一郎剪彩。根据歌德学院的官方数字统计，有将近三百万人参观了这次展览。
- 首尔 2005

在朝鲜和韩国，熊是神话创造的源泉。因此，朝鲜政府曾派遣两名艺术家到柏林设计制作代表朝鲜的熊雕像，而这个雕像之前还未展出过。这也是朝鲜和韩国第一次“手拉手”和平地站在一起。
- 耶路撒冷 2007

在耶路撒冷市中心沙弗拉广场举行的这次展览上，巴勒斯坦首次作为成员与其它国家平等地站在了一起。